# エリック・ホルナゲル
エリック・ホルナゲル（英語:Erik Hollnagel）は、人間と機械のシステムの研究と設計に焦点を当てた専門の認知システム工学の先駆者である。スウェーデンのリンショーピング大学名誉教授、コンピュータ情報科学科。
彼は以前、オーフス大学、リソ研究所、ハルデン原子炉プロジェクト、人間信頼性協会などで勤務していた。
彼は、システム管理とパフォーマンス、システムの安全性、レジリエント・ヘルスケア、レジリエンス・エンジニアリング
、人間信頼性アセスメント、認知システムエンジニアリング、インテリジェント・マン・マシンシステムに関連する作業を行った。彼は、28冊の本、著名なジャーナルの記事、会議論文、レポートなど、500を超える出版物の著者である。
1941年デンマークのコペンハーゲン生まれた。コペンハーゲン大学で心理学を習得し卒業。